# Un secret (film)
Pour les articles homonymes, voir Secret (homonymie).
Pour plus de détails, voir Fiche technique et Distribution.
Un secret est un film français réalisé par Claude Miller, sorti en salle le 3 octobre 2007.
Il s'agit de l'adaptation cinématographique du roman autobiographique Un secret de Philippe Grimbert paru en 2004 (titre primitif : Cimetière des chiens — Prix Goncourt des lycéens 2004 — Prix des Lectrices de Elle 2005).
Alternant les époques, le film explore un secret de famille et l'histoire d'une passion à travers le voyage intérieur de Philippe (l'auteur du livre), un enfant solitaire qui s'invente un frère. Il s'imagine le passé de ses parents, notamment leur rencontre, qu'il rend idyllique. Le jour de ses quinze ans, Louise, une amie de la famille, révèle au jeune François une vérité bouleversante, mais qui lui permet enfin de se construire.

## Synopsis
François naît juste après la Seconde Guerre mondiale. Il est fils unique. Ses parents sont des sportifs accomplis. Sa mère Tania, excellente nageuse, est de plus une ancienne mannequin d'une très grande beauté. Son père Maxime est fort doué en gymnastique et à la lutte. Les parents tiennent à Paris un magasin spécialisé dans l'équipement sportif. Tania est très tendre envers son fils et le chouchoute tandis que Maxime est d'un caractère rugueux, taciturne et taiseux. 
Par le hasard des choses, et bien involontairement, François est depuis sa naissance un petit garçon maigre, fragile et souffreteux. Il est pourtant admirablement doué dans les études tout autant qu'il est très inapte à utiliser son corps.
Le père cherche continuellement à faire réaliser à son fils diverses activités sportives malgré les lacunes physiques évidentes de son enfant. Cela renforce d'autant plus le caractère taciturne du père et la déconsidération que le fils éprouve de lui-même. 
François se sent très seul, incompris et rempli de tristesse face à son corps défaillant. 
Sans qu'il en comprendre alors le mécanisme enclencheur, l’enfant se met au fil du temps, dès son enfance, à « voir » une sorte d'ombre noire à taille humaine, une silhouette toujours silencieuse et un peu plus grande que lui. Cette « ombre » qu'il visualise comme « un frère aîné » est toujours à même de réussir, sans efforts et sans difficultés, toutes les prouesses sportives qui lui sont inaccessibles. Cette ombre est une aide active pour l'enfant, une sorte d'alter ego apte à recréer par le rêve ce que son corps ne peut pas réaliser. François tait donc sa présence à ses côtés. François peut remarquer cette ombre dans un rebord de fenêtre, ou à la piscine, ou tout autre lieu d'activité sportive. De plus, durant son enfance, François a aussi de violents cauchemars, très intenses, qu'il subit en abondance.
Devenu adolescent, François va se battre au collège avec un camarade. Ce dernier s'esclaffe et se moque violemment des déportés pendant une séance de cinéma diffusant un reportage sur les chambres à gaz, chose que François ne tolère pas le moins du monde.
Une personne de confiance dans la vie de François est Louise, une amie de longue date de Tania et de Maxime, les connaissant d'avant la Guerre. Elle est aussi une confidente de François et lui sert de kinésithérapeute et d'infirmière personnelle en l'aidant à renforcer son corps depuis qu'il est tout petit. Tous deux ont un caractère contemplatif, s'estiment et se respectent sincèrement. Lorsqu'il va lui indiquer son coup d'éclat au collège, Louise va lui révéler ceci : 
- De base, la famille paternelle de François est juive. L'adolescent n'en avait pas conscience puisqu'il a été baptisé dans une Église et que son patronyme a été francisé à propos.
- Maxime et Tania ne se sont mariés ensemble qu'en secondes noces. Chacun fut marié de son côté dans la décennie 1930. Précédemment, ils étaient beau-frère et belle-sœur puisque leurs compagne et compagnon respectifs étaient frères et sœurs : Robert et Hannah. La première rencontre entre Maxime et Tania fut pendant la fête du mariage entre Maxime et Hannah.
- Le couple de Tania et Robert resta stérile. Hannah et Maxime eurent vite un enfant, Simon, vif, athlétique et d'une constitution robuste. Le garçon faisant la fierté de son père par ses prouesses sportives, sa volonté de vaincre et son appétence pour la compétition. Père et fils étaient très fortement liés, ayant tous deux la même joie vivifiante dans le sport.
- Louise obtint des faux papiers par une connaissance en Zone Libre et en fit profiter ses amis. Lorsqu'il fut nécessaire pour toute la famille élargie de partir de Paris, afin d'éviter les rafles qui commençaient à être mises en place, Maxime se rendit seul dans le Sud, en éclaireur, afin de vérifier la sûreté du passage sans risquer la vie de sa famille. Savourant par avance de retrouver son fils dans la campagne, il aménagea avec joie un lieu de jeu pour lui. 
- Un drame se joua pendant le franchissement de la ligne de démarcation. Hannah, Louise, Simon et une quatrième personne faisaient le chemin ensemble. Hannah était en elle-même vexée et rancunière. La mère de famille avait compris que Maxime avait pour Tania une attirance physique ; et le fait que ces deux derniers étaient ensemble à les attendre, au même endroit, la fit devenir aigrie, visualisant (sans preuves cependant) qu'ils étaient ensemble là-bas pour la tromper. Durant un contrôle des papiers par un gendarme juste au niveau de la ligne de démarcation, Hannah lui présenta volontairement ses véritables papiers qu'elle avait conservés, et non les faux. Elle désigna aussi son garçon Simon aux gendarmes alors qu'il sortait d'un cabinet. Elle aurait pu épargner son propre fils, lui permettre de rester libre ; mais elle le désigna à desseins, ce qui les condamna tous deux à être arrêtés. Ils furent ensuite emmenés quelque part, sans que le lieu soit alors bien déterminé.
Maxime fut bouleversé par la perte des siens, surtout de son fils, et éprouva une profonde mélancolie et une période de deuil très douloureuse. Après la disparition d'Hannah et de Simon, Maxime fini par s'unir à Tania. Ayant acquis la certitude que ni Simon, ni Hannah, ni Robert ne reviendraient, Tania et Maxime se marièrent puis donnèrent naissance à François.
Devenu adulte, François, qui s'informa auprès de Serge Klarsfeld du sort d'Hannah et Simon, révèlera à son père qu'ils furent gazés dès leur arrivée au camp d'Auschwitz.
Maxime se suicidera plus tard avec sa femme, lors de la fin de vie de Tania, diminuée.
En vadrouillant dans la campagne, François découvrira un jour avec sa fille un cimetière de chiens dans la propriété laissée à l'abandon de la famille de Pierre Laval. Il en sera bouleversé : Laval, responsable notoire de très nombreuses déportations, montra davantage de considération pour ses chiens qui eurent, eux, droit à une sépulture (d'où le premier titre initialement envisagé pour le film : Cimetière des chiens).

## Accueil
Selon Vingt Minutes, le film a pour grand thème le secret de famille, sur fond de pratique sportive au YASK (Yiddische Arbeiturer Sports Klub) et est construit comme un puzzle, avec un narrateur (Mathieu Amalric) qui raconte la vie de ses parents, "couple de sportifs juifs pris dans la tourmente" et les acteurs, Cécile de France et Patrick Bruel notamment, "sont remarquables".

## Fiche technique
- Titre : Un secret
- Réalisation : Claude Miller
- Scénario : Claude Miller et Natalie Carter d'après Un secret de Philippe Grimbert
- Décors : Jean-Pierre Kohut-Svelko
- Costumes : Jacqueline Bouchard
- Photographie : Gérard de Battista
- Son : Pascal Armant, Frédéric Demolder
- Montage : Véronique Lange
- Musique : Zbigniew Preisner
- Production : Yves Marmion
- Société(s) de production : UGC YM, Integral Film GmbH
- Société(s) de distribution :  France 3 Cinéma
- Pays d’origine :  France,  Allemagne
- Langue : français
- Format : couleur - 35 mm - 1,85:1 (VistaVision)
- Son Dolby numérique
- Genre : drame
- Durée : 100 minutes
- Dates de sortie : 
  -  France : 3 octobre 2007
  -  Belgique : 10 octobre 2007

## Distribution
- Cécile de France : Tania
- Patrick Bruel : Maxime
- Julie Depardieu : Louise
- Ludivine Sagnier : Hannah
- Mathieu Amalric : François à 37 ans
- Nathalie Boutefeu : Esther
- Yves Verhoeven : Georges
- Yves Jacques : le Commandant Beraud
- Sam Garbarski : Joseph
- Orlando Nicoletti : Simon à 7 ans
- Valentin Vigourt : François à 7 ans
- Quentin Dubuis : François à 14 ans
- Robert Plagnol : Robert
- Myriam Fuks : la mère d'Hannah
- Michel Israël : le père d'Hannah
- Justine Jouxtel : Rebecca
- Timothée Laissard : Paul
- Annie Savarin : Mathilde
- Arthur Mazet : l'élève chafouin
- Éric Godon  : Serge Klarsfeld
- Philippe Grimbert : le passeur
- Chantal Banlier : Maria
- Amélia Jacob : Rose
- Laurent Lafitte : le gendarme

## Distinctions

### Récompenses
- 33e cérémonie des César : César de la meilleure actrice dans un second rôle pour Julie Depardieu
- Globes de Cristal : Meilleure actrice pour Cécile de France
- Festival des films du monde de Montréal : Grand Prix des Amériques pour Claude Miller
- National Board of Review : Top 5 des films étrangers

### Nominations
- 33e cérémonie des César :
  - César du meilleur film pour Claude Miller et Yves Marmion
  - César de la meilleure actrice pour Cécile de France
  - César de la meilleure actrice dans un second rôle pour Ludivine Sagnier
  - César du meilleur réalisateur pour Claude Miller
  - César de la meilleure adaptation pour Claude Miller et Natalie Carter
  - César de la meilleure photographie pour Gérard de Battista
  - César du meilleur montage pour Véronique Lange
  - César des meilleurs décors pour Jean-Pierre Kohut-Svelko
  - César des meilleurs costumes pour Jacqueline Bouchard
  - César de la meilleure musique écrite pour un film pour Zbigniew Preisner
- Globes de Cristal :
  - Meilleur film pour Claude Miller
  - Meilleure actrice pour Julie Depardieu

## Note
Le rôle d'Annie Grégorio a été coupé au montage final.[réf. souhaitée]